# دي جاي تومسون
دي جاي تومسون (بالإنجليزية: D. J. Thompson)‏ مواليد 2 مايو 1985 في رالي، هو لاعب كرة سلة أمريكي. بدأ مسيرته الاحترافية في سنة 2007.

## المسيرة الاحترافية
لعب مع نادي كشالين لكرة السلة في موسم 2007–2008، ثم لعب مع نادي إيه إي كي لكرة السلة في موسم 2008–2009، ثم لعب مع نادي فوتسوافك لكرة السلة في موسم 2010–2011، ثم لعب مع إس تي بي لو هافر في الدوري الفرنسي في موسم 2012–2013.

## روابط خارجية
- دي جاي تومسون على موقع الدوري الأوروبي لكرة السلة (الإنجليزية)
- دي جاي تومسون على موقع كرة السلة الأوروبية.كوم (الإنجليزية)
- دي جاي تومسون على موقع كلية كرة السلة في سبورتس رفرنس.كوم (الإنجليزية)
- دي جاي تومسون على موقع ريلجم (الإنجليزية)
- دي جاي تومسون على موقع ريلجم (الإنجليزية)
- دي جاي تومسون على موقع بروبوليرز (الإنجليزية)
- دي جاي تومسون على موقع سبورتس رفرنس (الإنجليزية)